# 普爾喀麗亞地下宮殿
普爾喀麗亞地下宮殿（希臘語：Κινστέρνα Πουλχερίας）是一座建于東羅馬帝國首都君士坦丁堡（今土耳其伊斯坦堡）的有盖蓄水池，由東羅馬帝國皇后普爾喀麗亞建造。

## 地点
这座蓄水池位于君士坦丁堡的第十一区，在分隔城市第四座山丘和第五座山丘的山谷的东端。该水库暂时被认定为位于法提赫（历史悠久的半岛）北部、西瓦西清真寺附近的带盖蓄水池，该蓄水池位于苏丹塞利姆一世的çukurbostan （土耳其语中“花园坑”）的南端前方，现已被认定为阿斯帕蓄水池。确定其为蓄水池的主要原因是该蓄水池位于名为普爾赫里亞（Pulcherianae）的街区内，街区名字因皇后在该地区建造的宫殿而得名。

## 历史
根據唯一提及該蓄水池的古代文獻，一部用希臘文寫成的7世紀基督教編年史《復活節編年史》，該蓄水池由艾莉亞·普爾喀麗亞建造。她當時是其弟弟狄奧多西二世皇帝的建築顧問，後來她與下任皇帝馬爾西安結婚，成為皇后。《復活節編年史》記載，蓄水池於421年2月15日首次注滿水。但根據其風格特徵，學者歐內斯特·曼布里聲稱該蓄水池建於6世紀。1453年鄂圖曼帝國征服該城後，這座乾涸的蓄水池便一直閒置，直到20世紀初才被織布工使用，之後便被廢棄。
该蓄水池现已修复，现在是一个婚礼和活动场所。

## 描述
该水库是伊斯坦堡保存最完好的水库之一。它可能属于一座已不复存在的宫殿。其面积为29.10乘18.70（95.5乘61.4英尺）。其屋顶由四排七根大理石或花岗岩柱支撑，这些柱子支撑着40个圆顶8.50（27.9英尺）距地面约。柱子采用科林斯式柱头，顶部饰有莨苕叶或十字纹饰的横梁。该建筑有35扇窗户，但现在大部分都已围墙。其主立面有四扇面积相等的窗户，第三扇窗户下方设有门。

### 脚注
1. 1 2  Janin 1950，第381頁
2. 1 2 3 4  Janin 1950，第204頁
3. ↑  Müller-Wiener 1977，Map, D4/30
4. ↑  Janin 1950，第203頁
5. 1 2  Mamboury 1953，第332頁
6. ↑  .   [2024-04-28] （土耳其语）.

### 文献
- Janin, Raymond. . Paris: Institut Français d'Etudes Byzantines. 1950 （法语）.
- Mamboury, Ernest. . Istanbul: Çituri Biraderler Basımevi. 1953.
- Müller-Wiener, Wolfgang. . Tübingen: Wasmuth. 1977. ISBN 9783803010223. OCLC 3747838 （德语）.